# Fritz Behn
Pour les articles homonymes, voir Behn.
Fritz Behn (né le 16 juin 1878 à Klein Grabow, de nos jours Krakow am See et mort le 26 janvier 1970 à Munich), est un sculpteur spécialisé dans les statues animalières.

## Biographie
Max Adolf Friedrich Behn, surnommé Fritz, est né sur le domaine de ses parents à Klein Grabow près de Güstrow. Il est le petit-fils de Heinrich Theodor Behn, un ancien maire de Lübeck.
Il va à l'école Katharineum de Lübeck puis fréquente l'académie des beaux-arts de Munich de 1898 à 1900. Il y est l'élève d'Adolf von Hildebrand et de Wilhelm von Rümann entre autres. Le prince régent Luitpold de Bavière devient son mécène et son ami. Il le décore de la médaille Prinzregent-Luitpold et le fait accéder au titre de professeur.
De 1907 à 1909, il effectue des voyages en Afrique et en Amérique du Sud et y étudie l'anatomie des grands animaux sauvages. Il y réalise également des représentations en plâtre des animaux sauvages. Pendant l'hiver 1911-1912, il se rend à Paris et rend visite notamment à Auguste Rodin. En 1914, il s'enrôle sur le front ouest. Après un court passage au front dans le nord de la France, il sert à partir de mars 1915 jusqu'à son retour en janvier 1916 au quartier général de Rupprecht de Bavière à Lille.
Après son retour de la guerre, il habite dans une maison de campagne dans les Karwendel. Il publie dans cette période des articles à tendance monarchiste. De 1923 à 1925, il retourne en Amérique du Sud. En 1927, il devient illustrateur pour le journal Völkischer Beobachter. De 1931 à 1932, il effectue un troisième voyage en Afrique. À partir de 1925, il travaille et vit à Schwabing, un quartier de Munich.
De 1939 à 1945, il est professeur à l'Académie des beaux-arts de Vienne. Par la suite, il s'installe à Ehrwald pour y continuer son travail avant de retourner en 1951 à Munich.
À l'occasion de son 90e anniversaire en 1968, la ville de Lübeck lui remet une Senatsplakette, sorte de médaille de citoyen d'honneur.

## Œuvre
Fritz Behn se spécialise dès le début du XXe siècle dans les représentations figuratives et les petites sculptures. Ses sculptures animales sont remarquables, on citera par exemple le monument anticolonialiste de Brême. Il réalise également des portraits comme ceux de Rainer Maria Rilke, Gerhart Hauptmann, Maria Callas, Ricarda Huch, Albert Schweitzer, Theodor Heuss ou Pie XII. Il acquiert ainsi une renommée internationale. Son comportement contradictoire dans la période nazie est l'objet de critiques à partir des années 1970, cela influe également négativement le prestige de ses statues. Cependant son travail est dans l'ensemble l'objet d'admiration.

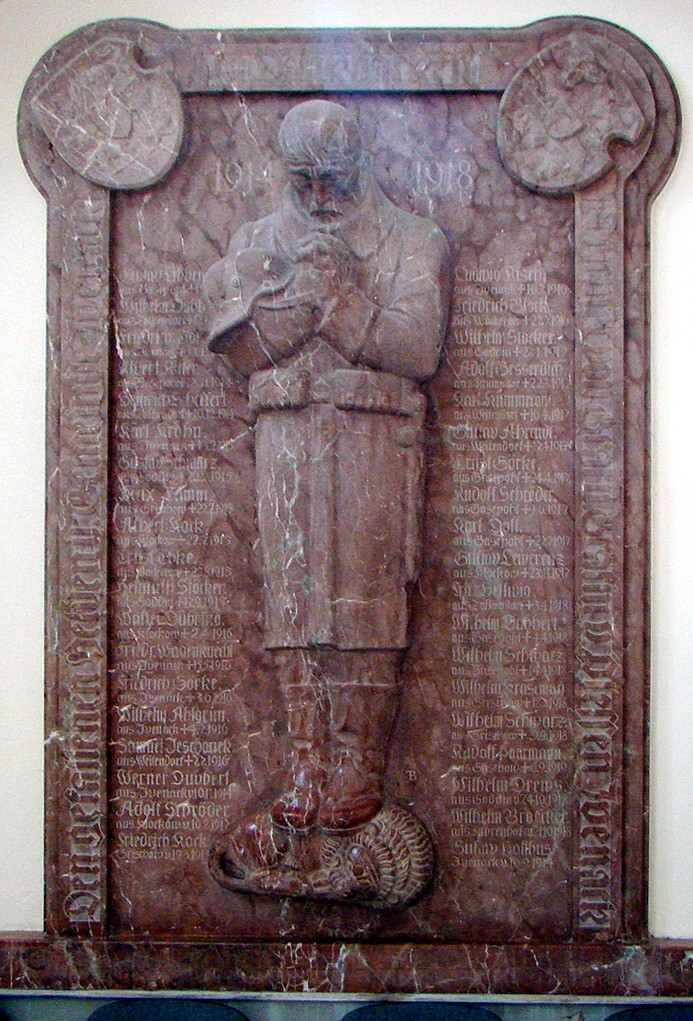
Monument aux morts de la Première Guerre mondiale dans l'église de Ivenack
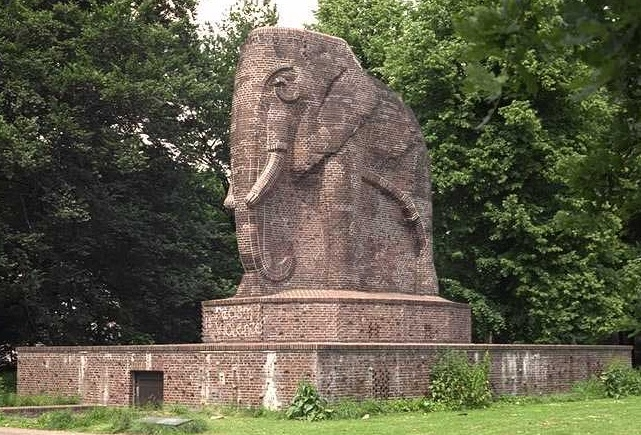
Monument contre la colonisation à Brême
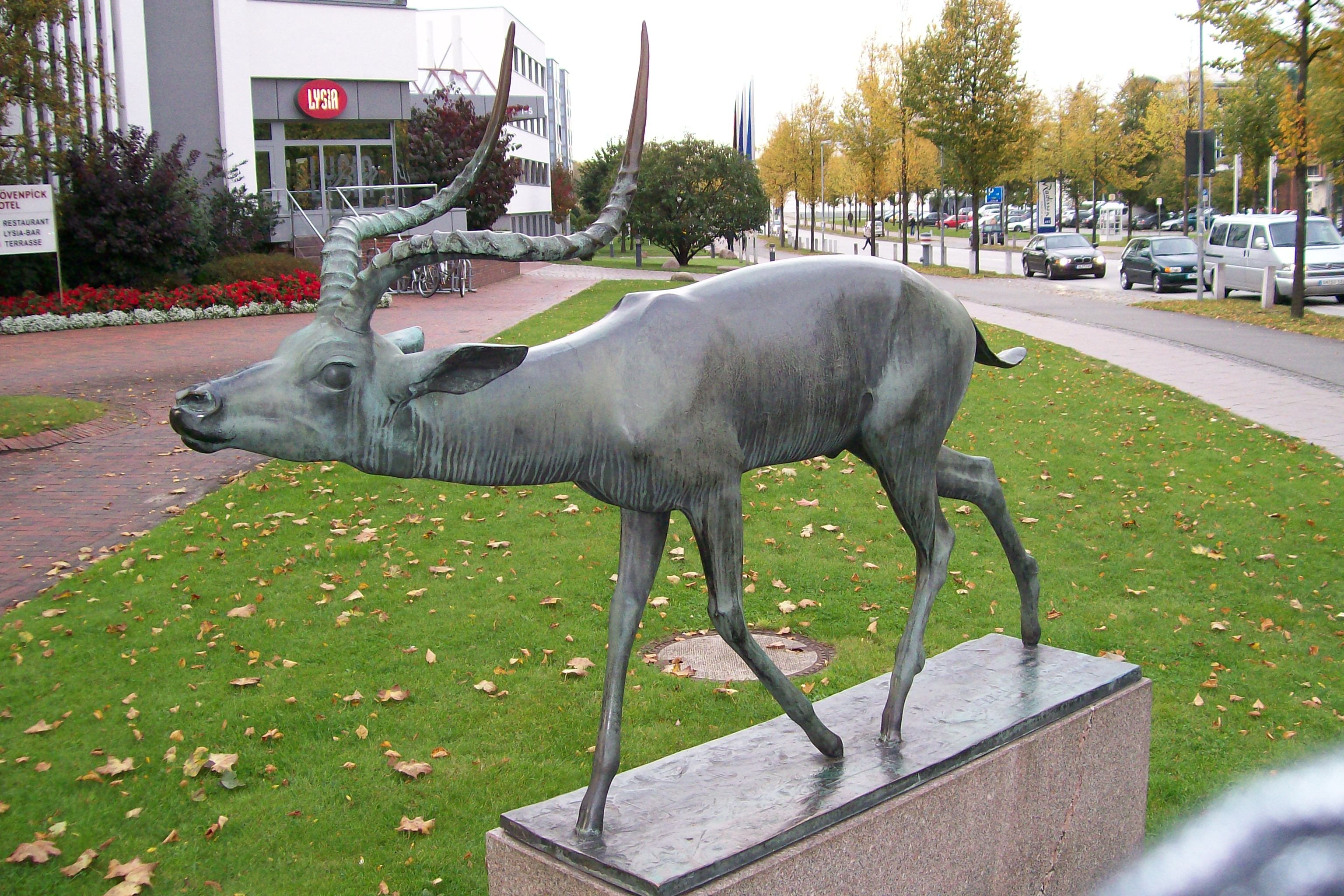
Antilope proche de la Holstentor à Lübeck
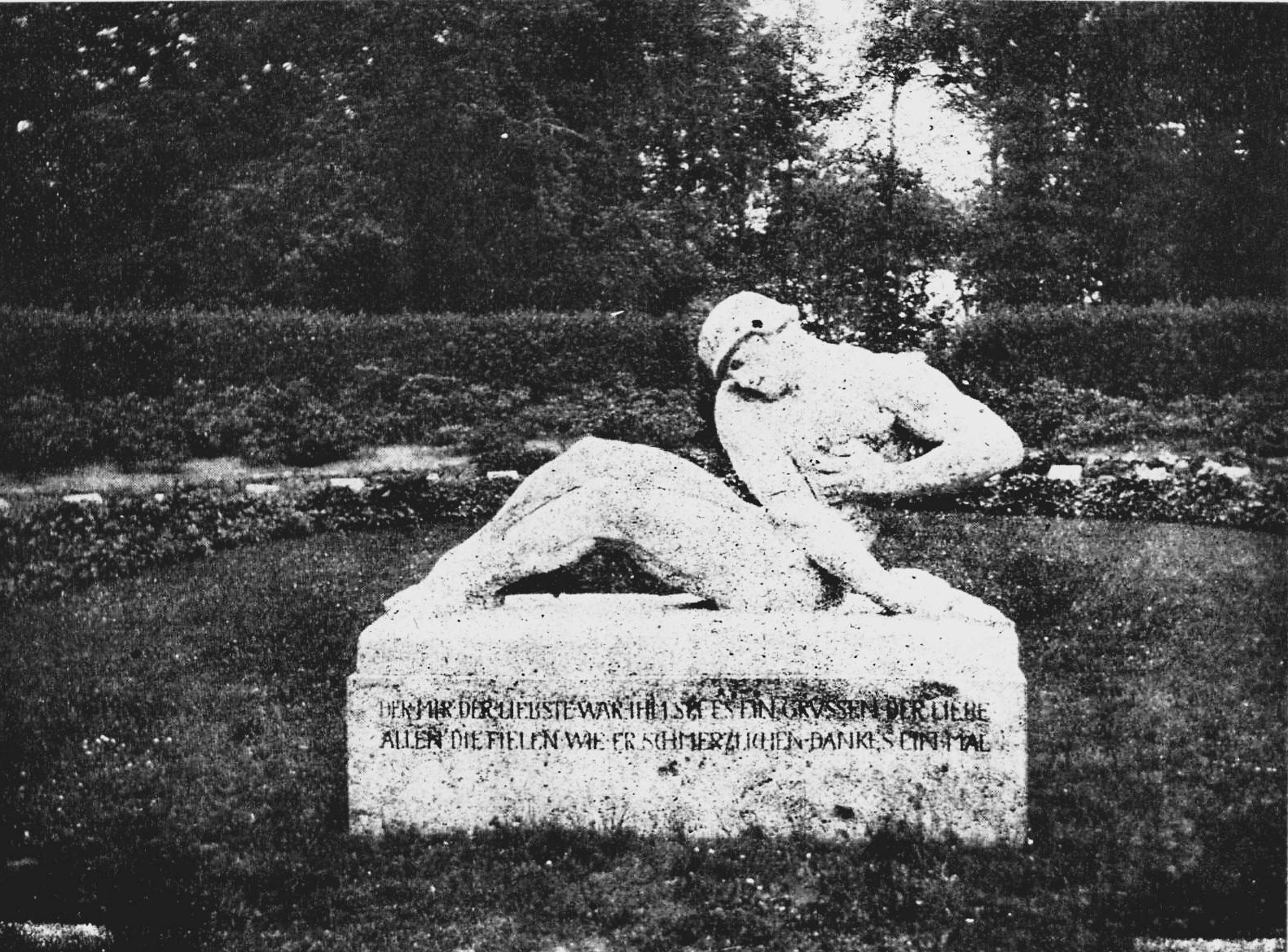
le guerrier mourir à l'Ehrenfriedhof de Lübeck

## Œuvre picturale
- Todesgenius, tombe de Daniel Schutte, au cimetière Ohlsdorfer de Hambourg de 1901 (Ohlsdorf Kat. Nr. 320)[2]
- Sitzender Knabe, tombe Cohen, au cimetière Ohlsdorfer de Hambourg de 1901-04 (Ohlsdorf Kat. Nr. 319)
- Geflügelter Chronos, tombe Held, au cimetière Ohlsdorfer de Hambourg de 1904 (Ohlsdorf Kat. Nr. 372)
- Statue colossale de deux lions sur le pont Burgtorbrücke de Lübeck aux environs de 1905
- Johannes der Täufer, fontaine dans la cour de l'école Johanneum zu Lübeck en 1907
- Jüngling mit Füllhorn, tombe Sieveking, au cimetière Ohlsdorfer de Hambourg de 1911 (Ohlsdorf Kat. Nr. 586)
- Der Tänzer Nijinski, statue de porcelaine de 1912
- Diana mit springender Antilope à Cologne en 1916
- Sterbender Krieger, Ehrenfriedhof de Lübeck, Travemünder Allee de 1919
- Pantherplastik, parc sud de Cologne-Marienburg, datant d'environ 1920
- Sämann, en bronze à Ehrwald en 1925
- Schreitende Antilope proche de la Holstentor de Lübeck en 1925
- Kriegerdenkmal dans l'ancien parc municipal de Viersen (1926)
- Monument anti-colonialiste de Brême (de) en 1931
- Tierplastiken dans le parc Eschenburg de Lübeck
- Statue de Bismarck proche du Deutsches Museum à Munich en 1931
- Fauchender Leopard, dans le Behnhausgarten de Lübeck de 1932
- Panther dans le Schulgarten de Lübeck de 1934
- Reh, proche de la bibliothèque de Schlutup à Lübeck environ 1934
- Orang-Utan, Sculpture en granite dans le zoo de Berlin de 1935
- Martin Luther, œuvre murale réalisée dans le calcaire dans l'église Luther de Lübeck en 1937
- Buste de Hans Knappertsbusch dans la galerie du Belvédère
- Portrait de Richard Strauss dans la galerie du Belvédère
- Buste de Wilhelm Furtwängler dans la galerie du Belvédère
- Portrait de Edwin Fischer dans la galerie du Belvédère
- Monument en l'honneur d'Albert Schweitzer à Günsbach en 1969

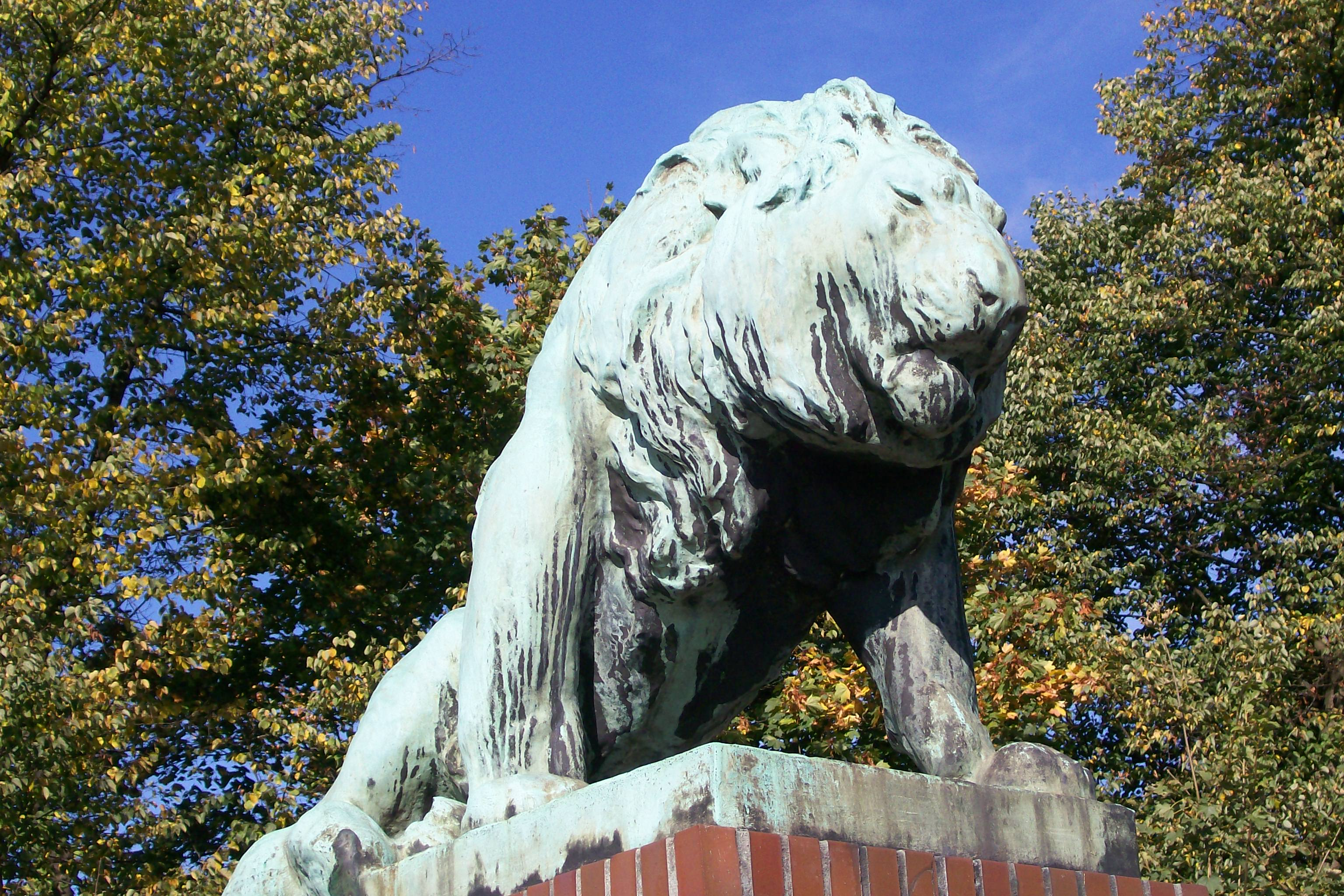
Lion de gauche sur le Bürgertorbrücke de Lübeck
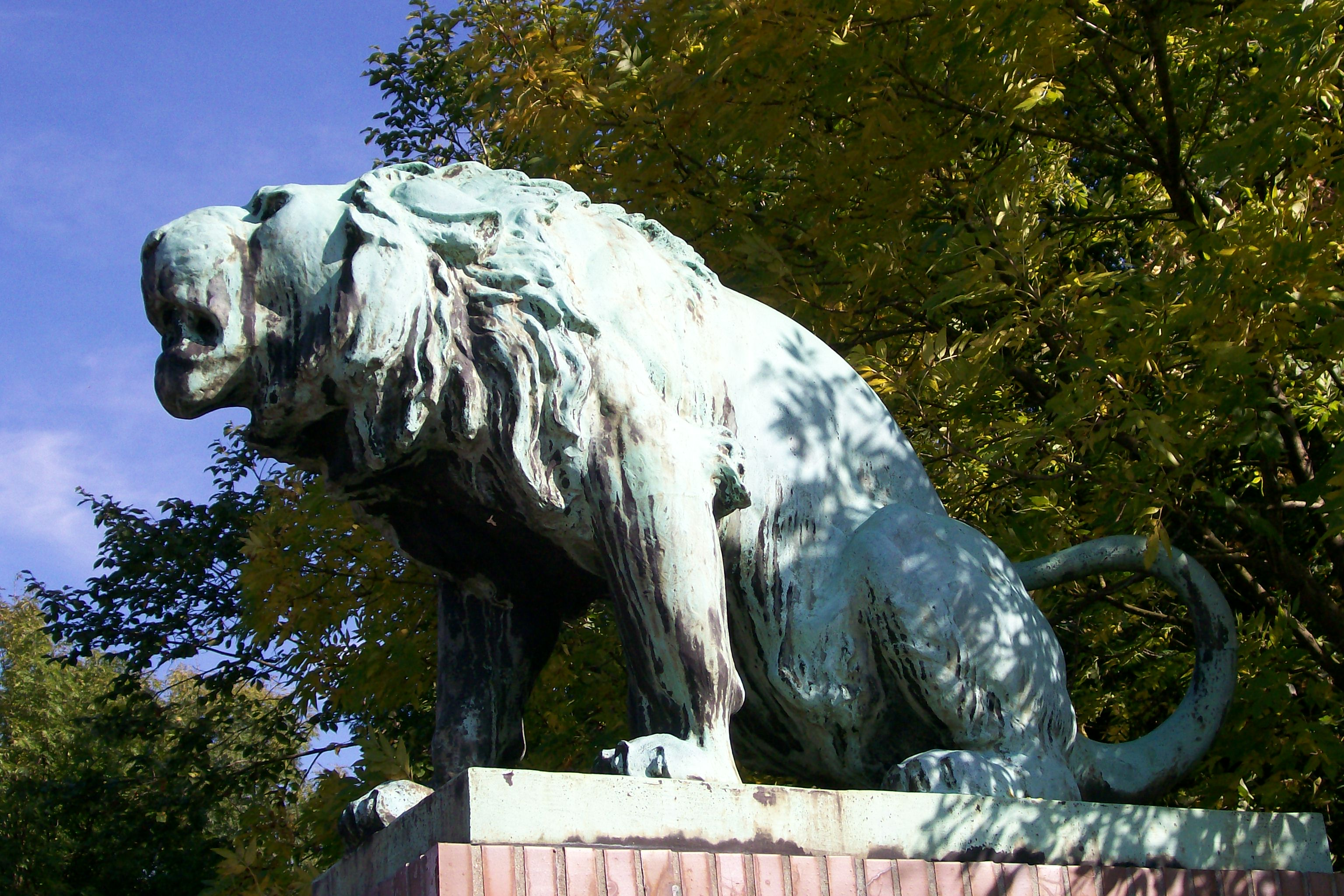
Lion droit du même pont
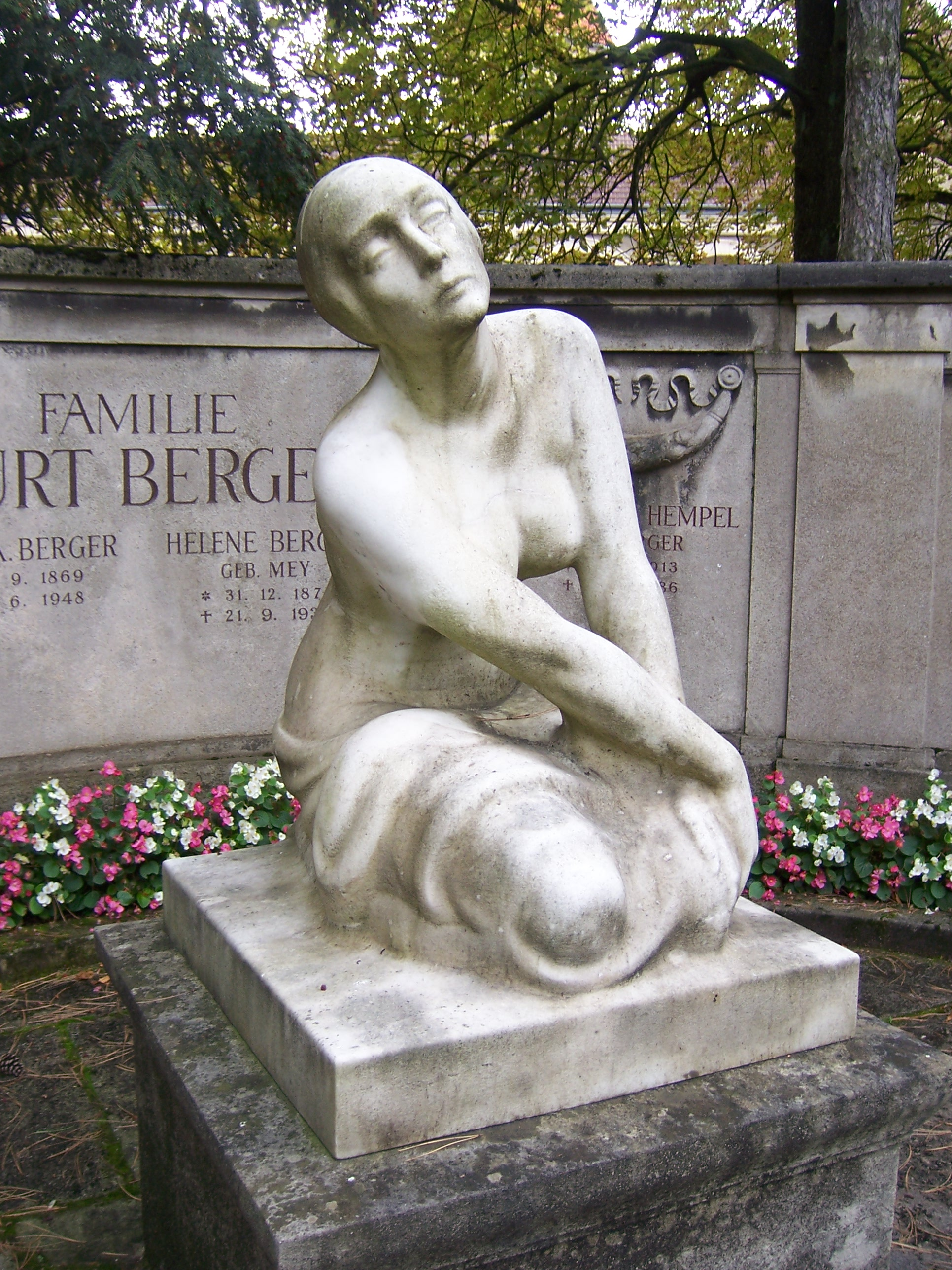
Tombe de Curt Berger dans le cimetière Südfriedhof à Leipzig

## Écrits
- (de) Skizzen aus dem Heiligen-Geist Hospital zu Lübeck., Lübeck, Ernesto Tesdorpf, 1899 avec 14 aquarelles
- (de) Afrikanische Visionen: 14 Lithographien., Munich, Piper, 1914
- (de) „Haizuru...“: Ein Fichierhauer in Afrika, Munich, G. Müller, 1917avec 16 dessins
- (de) „Freiheit“: Politische Rand-Bemerkungen, Munich, Riehn, 1920
- (de) Kwa Heri, Afrika! Gedanken im Zelt, Stuttgart, Berlin, Cotta, 1933 avec 16 dessins
- (de) Bei Mussolini: Eine Fichiernisstudie, Stuttgart, Berlin, Cotta, 1934
- (de) Tiere, Stuttgart, Berlin, Cotta, 1934
- (de) Deutsches Wild im deutschen Wald., Stuttgart, Cotta, 1935 avec 20 dessins inclus